# FTSE/Athex 20

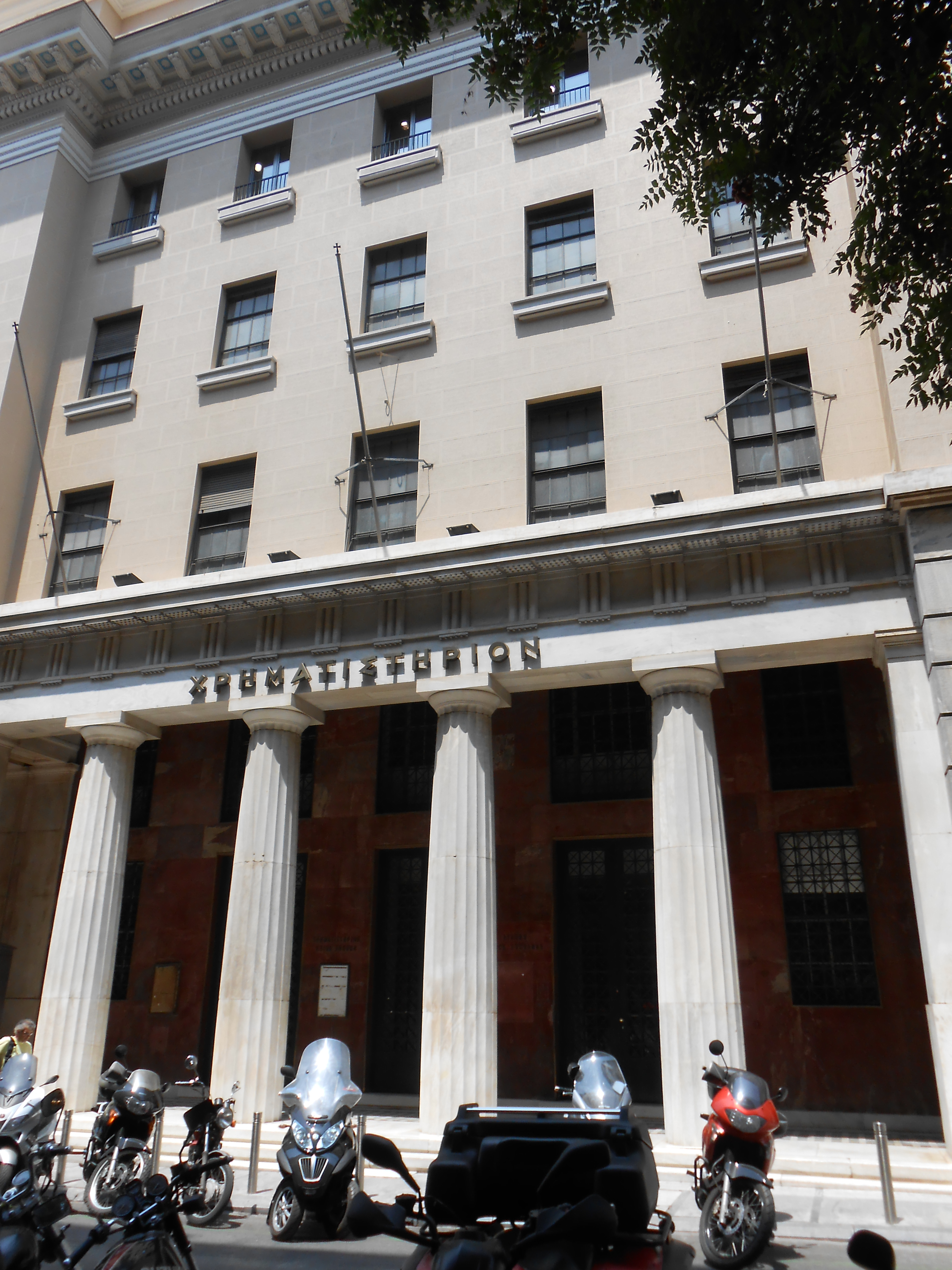
Antiga seu de la Borsa d'Atenes.

El FTSE/Athex 20 (anteriorment FTSE/ASE 20) és un índex borsari grec, sent considerat com la principal referència del mercat financer a Grècia i està compost per les vint companyies amb més capitalització negociades a la Borsa d'Atenes. Es va crear en cooperació entre les empreses FTSE Group ("FTSE") i Athens Exchange SA (ATHEX). La selecció per a pertànyer o treure companyies a aquest índex es realitza segons l'acord del FTSE i un Comitè Consultiu ATHEX. La seva base de cotització és l'euro (€). El seu codi ISIN és GRI99201A006.
Entre les seves principals empreses hi ha el Banc Nacional de Grècia, OPAP SA i Hellenic Telecom Org.

## Composició
| Empresa                      | Logo         | Símbol   | Pes en l'índex (%) |
| ---------------------------- | ------------ | -------- | ------------------ |
| National Bank of Greece S.A. |              | ETE      | 24.31              |
| Alpha Bank S.A.              |              | ALPHA    | 9.70               |
| OPAP S.A.                    |              | OPAP     | 8.38               |
| Piraeus Bank S.A.            |              | TPEIR    | 8.27               |
| EFG Eurobank Ergasias S.A.   |              | EUROB    | 8.24               |
| Hellenic Telecoms S.A. (OTE) | 100px        | HTO      | 7.88               |
| Bank of Cyprus               |              | BOC      | 5.55               |
| Marfin Investment Group S.A. |              | MIG      | 5.54               |
| Marfin Popular Bank          |              | MARFB    | 4.79               |
| Coca-Cola HBC S.A.           |              | EEEK     | 3.66               |
| Titan Cement S.A.            | Tital Cement | TITK     | 2.87               |
| DEI S.A.                     |              | PPC      | 2.37               |
| Hellenic Petroleum S.A.      |              | ELPE     | 1.46               |
| Ellaktor S.A.                |              | ELLAKTOR | 1.42               |
| TT Hellenic Postbank S.A.    |              | TT       | 1.32               |
| Intralot                     |              | INLOT    | 1.11               |
| Mytilineos Holdings S.A.     |              | MYTIL    | 0.92               |
| Viohalco S.A.                |              | BIOX     | 0.83               |
| Motor Oil Hellas S.A.        |              | MOH      | 0.78               |
| ATEbank S.A.                 |              | ATE      | 0.61               |